# Arden Motor

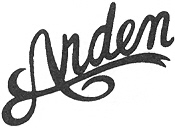
Logo

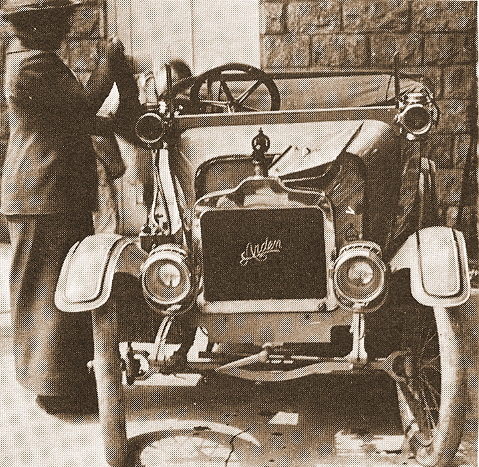
Arden 8.96 hp (1913)

Die Arden Motor Co. Ltd. war ein britischer Automobilhersteller in Coventry. Von 1912 bis 1916 entstanden dort verschiedene sportliche Wagen mit Zwei- oder Vierzylindermotoren.
Das 1912 vorgestellte Modell 8 hp hatte einen luftgekühlten V2-Motor. Alle anderen Modelle bekamen wassergekühlte Motoren.

## Modelle
| Modell  | Bauzeitraum | Zylinder | Hubraum  | Radstand     |
| ------- | ----------- | -------- | -------- | ------------ |
| 8 hp    | 1912–1915   | 2 V      | 898 cm³  |              |
| 10 hp   | 1914–1916   | 2 Reihe  | 1104 cm³ | 2286 mm      |
| 10 hp   | 1914–1916   | 4 Reihe  | 1094 cm³ | 2286 mm      |
| 12 hp   | 1914        | 4 Reihe  | 1340 cm³ | 2438 mm      |
| 10 hp   | 1914        | 4 Reihe  | 1074 cm³ | 2286–2438 mm |
| 10 hp   | 1916        | 4 Reihe  | 1261 cm³ |              |
| 11.9 hp | 1916        | 4 Reihe  | 1701 cm³ |              |

## Quelle
- David Culshaw & Peter Horrobin: The Complete Catalogue of British Cars 1895–1975. Veloce Publishing plc. Dorchester (1999).  ISBN 1-874105-93-6